# أغنية آني (أغنية)
أغنية آني (بالإنجليزية: Annie's Song) هي أغنية شعبية من موسيقى الروك والكانتري كتبها وسجلها المغني وكاتب الأغاني جون دنفر، تم إصدار الأغنية كأغنية منفردة من ألبوم دنفر «العودة للبيت مرة أخرى Back Home Again»، كانت ثاني أغنية لدنفر تحتل المركز الأول في الولايات المتحدة، حيث إحتلت هذا المركز لمدة أسبوعين في يوليو 1974، كما إحتلت قمة قائمة أغاني «السمع السهل»، كما صنفها البيلبورد على أنها الأغنية رقم 25 لعام 1974. إحتلت الأغنية المرتبة الأولى في المملكة المتحدة، حيث كانت الأغنية الوحيدة الناجحة لدنفر (العديد من أغاني دنفر الأمريكية كانت مألوفة أكثر في المملكة المتحدة من خلال إصدارات نسخ من أغانيه ولكن بصوت فنانين آخرين)، بعد أربع سنوات، أصبحت نسخة المقطوعة الموسيقية للأغنية، هي أيضًا النجاح الوحيد في بريطانيا لعازف الفلوت جيمس جالواي.

## خلفية الأغنية
كتب جون دنفر هذه الأغنية لزوجته "آني مارتل دنفر" في يوليو 1973 في حوالي عشر دقائق ونصف، وكان ذلك أثناء ركوبه مصعد التزلج (آلية لنقل المتزلجين إلى أعلى التل) للصعود إلى جبل أياكس، في أسبن بولاية كولورادو. تتذكر آني دنفر البدايات: "لقد كتب جون الأغنية بعد أن مررنا بوقت عصيب جدًا معًا، لقد غادر للتزلج وجلس على كرسي المصعد وجاءت فكرة الأغنية إليه، وتزلج إلى أسفل وعاد إلى المنزل وكتبها... في البداية كانت أغنية حب، ومع ذلك أصبحت بالنسبة له أشبه بالصلاة.
يقول ميلت أوكون الموسيقي والمنتج: «في المرة الأولى التي سمعت فيها أغنية آني، أخبرت جون أنها تحتوي على نفس لحن السيمفونية الخامسة لتشايكوفسكي، الحركة الثانية، ومشى دنفر إلى البيانو، وجلس لمدة ساعة وعاد، والشيء الوحيد المتبقي من تشايكوفسكي هو أول خمس نغمات فقط، لقد كانت رائعة».

## كلمات الأغنية
أنت تملأِ حواسي You fill up my senses
مثل ليلة في غابة Like a night in a forest
مثل الجبال في فصل الربيع Like the mountains in springtime
مثل السير تحت المطر Like a walk in the rain
مثل عاصفة في الصحراء Like a storm in the desert
مثل محيط أزرق نائم Like a sleepy blue ocean
تملأِ حواسي You fill up my senses
تعال إملأني مرة أخرى Come fill me again
تعالِ دعني أحبك Come let me love you
دعني أعطيك حياتي Let me give my life to you
دعني أغرق في ضحكتك Let me drown in your laughter
دعني أموت بين ذراعيك Let me die in your arms
دعني أستلقي بجانبك Let me lay down beside you
دعني أكون معك دائما Let me always be with you
تعال دعني أحبك Come let me love you
تعال أحبني مرة أخرى Come love me again

## إستقبال الأغنية
وصف شوان إم هاني من موقع «أول ميوزك Allmusic» الانفعالات التعبيرية للأغنية، بأنها «دموع رومانسية للغاية»، وأشاد هاني بـالأغنية باعتبارها واحدة من أفضل إنجازات دنفر، وأطلقت عليها مجلة البيلبورد اسم «أغنية حب رائعة».

### الأغنية حول العالم
احتلت «أغنية آني» المركز الأول في كندا وايرلندا وبريطانيا والولايات المتحدة.

## نسخ أخرى للأغنية
قام «فري مان» المغني الفنلندي بغناء «أغنية آني» باللغة الفنلندية عام 1976، ثم قام فيلي فالو (مغني وكاتب أغاني وملحن فنلندي، وهو مغني فريق هيم الفنلندي للروك) بغنائها أيضا عام 2016، باللغة الفنلندية وقال عنها: «هي أغنية مفضلة لي في مرحلة الطفولة، وجعلتني أقضي ليلة بلا نوم وكثير من الدموع، وحتى يومنا هذا، أشعر بقشعريرة باردة كلما تذكرتها». أحتلت نسخة فيلي فالو المركز الأول على قوائم أفضل الأغاني الفنلندية.

## وصلات خارجية
https://www.songfacts.com/facts/john-denver/annies-song أغنية آني (أغنية)
https://johndenver.com/ أغنية آني (أغنية)